# Kasey Hill
Kasey Hill (Umatilla, Florida, 3 de diciembre de 1993) es un baloncestista estadounidense que pertenece a la plantilla del Eisbären Bremerhaven de la Basketball Bundesliga, la primera división del baloncesto alemana. Con 1,85 metros de estatura, juega en la posición de base.

## Trayectoria deportiva

### Universidad
Tras disputar en su último año de high school el prestigioso McDonald's All-American Game, jugó durante cuatro temporadas con los Gators de la Universidad de Florida, en las que promedió 7,9 puntos, 2,4 rebotes, 3,9 asistencias y 1,3 robos de balón por partido. En su última temporada fue incluido en el segundo mejor quinteto de la Southeastern Conference y también en el mejor quinteto defensivo.

### Profesional
Tras no ser elegido en el Draft de la NBA de 2017, firmó su primer contrato profesional con el Alba Fehérvár de la Nemzeti Bajnokság I/A, la primera división húngara. Allí jugó una temporada, promediando entre todas las competiciones 11,8 puntos, 4,9 asistencias y 2,1 robos de balón, el mejor registro de robos de la liga.
La temporada siguiente, tras probar infructuosamente con el Panionios BC griego, acabó fichando en el mes de diciembre de 2018, ya con la temporada avanzada, con el APOEL B.C. de la Division A, la primera división del baloncesto chipriota.